# Zagłada Żydów na Ukrainie
Holocaust na Ukrainie – niemal całkowita zagłada Żydów na terytoriach USRR, zajętych przez ZSRR terytoriach II Rzeczypospolitej, które znalazły się następnie pod okupacją III Rzeszy (Komisariat Rzeszy Ukraina, Dystrykt Galicja Generalnego Gubernatorstwa) i pod okupacją rumuńską (Bukowina północna i Transnistria) dokonana po ataku Niemiec na ZSRR przez siły policyjne III Rzeszy i Królestwa Rumunii. 1,4 – 1,6 mln Żydów zamieszkujących Ukrainę zginęło w wyniku działań niemieckich oraz rumuńskich. W gettach, obozach pracy i w ukryciu do czasu powrotu Armii Czerwonej przeżyło około 100 tys. Żydów; ponad 900 tys. zdołało ewakuować się w głąb ZSRR przed nadejściem Wehrmachtu. Holocaust na Ukrainie (jak i w całym ZSRR) charakteryzował się tym, że większość Żydów rozstrzelano podczas wielkich egzekucji w pobliżu miejsc ich zamieszkania i zakopano w „dołach śmierci” mieszczących tysiące ofiar. Wyjątkiem było 345 tys. osób, głównie galicyjskich Żydów, wywiezionych do obozów śmierci i zagazowanych.

## Rok 1941

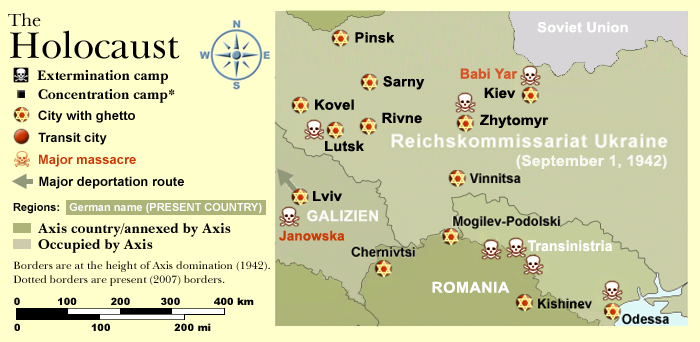
Mapa Holocaustu na Ukrainie

### Atak na ZSRR – pogromy i „akcje oczyszczające”
Atakowi Niemiec na ZSRR od początku towarzyszyły zbrodnie na Żydach, aczkolwiek początkowo nie wydano w tym celu jasnych rozkazów. Zadaniem Einsatzgruppen otrzymanym przed rozpoczęciem wojny było „oczyszczanie” terenu z sowieckich funkcjonariuszy i „elementów radykalnych”. Jednak powszechne utożsamianie Żydów z komunizmem przez funkcjonariuszy niemieckich spowodowało, że zabijanie Żydów traktowali oni jak oczywistość. W rozkazie do dowódców Einsatzgruppen 1 lipca 1941 Reinhard Heydrich doprecyzował, że „operacje oczyszczające” mają być skierowane „przede wszystkim przeciw komunistom i Żydom”. Początkowo zabójstwa dotyczyły głównie żydowskiej inteligencji (uznawanej za potencjalny czynnik oporu) oraz funkcjonariuszy i urzędników sowieckich narodowości żydowskiej. Dopiero po kilku tygodniach okupacji Einsatzgruppen przystąpiły do masowych, nieselektywnych mordów na ludności żydowskiej.
17 czerwca Heydrich na odprawie oficerów Einsatzgruppen zachęcał ich do podżegania „miejscowych środowisk antykomunistycznych i antyżydowskich” na zajmowanych terenach do przeprowadzania pogromów Żydów; rozkaz został powtórzony w formie pisemnej 29 czerwca 1941. Podczas ataku niemieckiego na ZSRR w miejscowościach Galicji Wschodniej, Wołynia i Bukowiny północnej, zgodnie z tymi dyrektywami, doszło do antyżydowskich pogromów ze strony ludności miejscowej. Żydzi ginęli także w egzekucjach dokonywanych przez jednostki niemieckie; niekiedy pogromy i egzekucje odbywały się jednocześnie. W „oczyszczających akcjach” wraz z Niemcami oraz samodzielnie brały udział milicje oraz grupy marszowe OUN. Zdaniem Johna-Paula Himki Organizacja Ukraińskich Nacjonalistów Stepana Bandery chciała poprzez zbrodnie antyżydowskie przypodobać się Niemcom i udowodnić, że zasługuje, by pozwolić jej na tworzenie państwa ukraińskiego.
Pod koniec czerwca 1941 na zamku w Łucku niemiecka armia zabiła 1160 żydowskich mężczyzn przyprowadzonych tam do pracy. We Lwowie i Tarnopolu w pogromach i egzekucjach zabito po kilka tysięcy Żydów, w Brzeżanach i Złoczowie kilkuset. W Dobromilu spalono synagogę, w Samborze Ukraińcy zamordowali około 50 osób. W Krzemieńcu pogrom pochłonął około 130 ofiar. Modus operandi tych akcji najczęściej wyglądał tak, że milicja ukraińska wyłapywała Żydów i doprowadzała ich na miejsce egzekucji. Podczas obław na Żydów oraz doprowadzania ich dochodziło do spontanicznych aktów przemocy ze strony ludności cywilnej. W organizacji pogromów aktywnie brały udział jednostki Einsatzgruppen, jednakże zdarzały się pogromy wywołane bez ich udziału.
Na zwiększenie liczby pogromów miały wpływ masakry więzienne NKWD i odnalezienie przez ludność ciał zabitych więźniów. Zostało to wykorzystane przez Niemców i nacjonalistów ukraińskich do propagandy antysemickiej, zgodnie z którą Żydzi odpowiadali za komunizm. Aktywiści OUN-B rozlepiali w przeddzień pogromu we Lwowie plakaty z hasłem „Narodzie – wiedz! Moskwa, Polska, Węgrzy, żydostwo – twój wróg. Niszcz ich!”. Podczas tych pogromów zmuszano Żydów do wydobywania ciał ofiar NKWD z grobów oraz do ich obmywania. Poniżano ich jako rzekomo winnych dokonanych zbrodni.
Podawane są liczby od 35 do ponad 120 pogromów w Galicji Wschodniej i na Wołyniu, w których zginęło od 12 tys. do 35 tys. Żydów. Zdaniem Timothy Snydera lokalne milicje odpowiadają za śmierć prawie 20 tys. Żydów. Według Aleksandra Krugłowa w całym lipcu 1941 ofiarą zarówno pogromów ze strony czynników lokalnych oraz egzekucji niemieckich padło 38–39 tys. Żydów, najwięcej w obwodach czerniowieckim i tarnopolskim (po 9 tys. ofiar) oraz lwowskim (7 tys.).

### Radykalizacja niemieckiej polityki wobec Żydów
A. Krugłow uważa, że 21 lipca 1941 Himmler podczas pobytu we Lwowie wydał Wyższemu Dowódcy SS i Policji oddelegowanemu do Komisariatu Rzeszy Ukraina Friedrichowi Jeckelnowi ustny rozkaz rozstrzeliwania wszystkich żydowskich mężczyzn niezdolnych do pracy, co przyczyniło się do podwojenia liczby ofiar; w sierpniu 1941 Niemcy rozstrzelali około 62 tys. ukraińskich Żydów, z czego połowę w obwodzie proskurowskim; ogółem zabójstw dokonywano już w 15 obwodach USSR. Wciąż niezadowolony z liczby zabitych Himmler wezwał do siebie Jeckelna 12 sierpnia 1941 i prawdopodobnie wydał mu ustny rozkaz zabijania także żydowskich kobiet i dzieci. Od końca sierpnia 1941 Einsatzgruppen rozstrzeliwały Żydów bez względu na płeć i wiek.
Pierwszą wielką zbrodnią tego rodzaju była masakra w Kamieńcu Podolskim, gdzie w dniach 26–28 sierpnia 1941 policja porządkowa oraz kompania sztabowa pod dowództwem Jeckelna zabiła ponad 22 tys. Żydów wygnanych z Węgier i miejscowych; zbrodnia ta posłużyła za wzór dla następnych egzekucji. W kolejnym miesiącu, wrześniu, liczba ofiar została ponownie podwojona (136–137 tys. zabitych). Ciężar zbrodni przeniósł się do obwodu kijowskiego. Po zajęciu Kijowa przez Wehrmacht doszło w mieście do serii wybuchów min podłożonych przez sowieckich saperów w budynkach urzędów; zginęło kilkudziesięciu Niemców. Winą za ich śmierć obarczono Żydów. W dniach 29–30 września w Babim Jarze pod Kijowem SS rozstrzelało 33 771 kijowskich Żydów sprowadzonych tam pod pretekstem przesiedlenia. Był to największy masowy mord podczas Holocaustu na terenie ZSRR; w późniejszym czasie mordy w Babim Jarze kontynuowano (zginęło tam w sumie 50–150 tys. ludzi).
W 1941 roku większość masakr odbyła się jeszcze w strefie okupacji wojskowej, pod pretekstem konieczności wynikających z prowadzenia wojny. Himmler twierdził, że Żydów (w tym kobiety i dzieci) zabija się jako „partyzantów”. W związku z tym, że gdy Himmler wydawał rozkaz z 12 sierpnia, front szybko przesuwał się na wschód, masowa eksterminacja Żydów na Ukrainie zaczęła się w rejonach wschodnich i środkowych a dopiero później została przeniesiona na zachód. Masakry dokonywane przez SS i policję odbywały się w ścisłej współpracy z Wehrmachtem. Żydów Berdyczowa eksterminowano całkowicie już 12 września, Winnicy 19 września, a Dniepropetrowska 13 października 1941. Na zachodzie jednym z wyjątków było Równe, wybrane na stolicę Komisariatu Rzeszy Ukraina. 6 listopada 1941 z rozkazu komisarza Ericha Kocha w lesie Sosenki zabito 17 tys. rówieńskich Żydów, pozostałych 10 tys. zamknięto w getcie. We wrześniu i październiku zamordowano 5,5 tys. Żydów z Ostroga, centrum kultury żydowskiej na Wołyniu.
Do początków 1942 roku zgładzono 1/3 Żydów na Ukrainie – 518 tysięcy – głównie w rejonach centralnych i wschodnich (Kijów, Mikołajów, Czernihów, Sumy, Odessa).

### Sytuacja w strefie okupacji rumuńskiej
W 1941 roku Rumunia, sojusznik III Rzeszy, odebrała ZSRR utracone w 1940 roku ziemie Besarabii (głównie Mołdawska SRR), Bukowiny północnej (część Ukraińskiej SRR), a na ziemiach ukraińskich między Dniestrem a Bohem ustanowiła protektorat zwany Transnistrią. Na zajętym przez Rumunów obszarze żyło około 400 tys. Żydów, wobec których Rumunia podjęła politykę nie mniej brutalną niż Niemcy. Masowe egzekucje odbywały się siłami rumuńskiej żandarmerii i wojska. W Odessie zamordowano około 20 tys. (według innych ocen – 40 tys.) Żydów w „odwecie” za wybuch miny w kwaterze wojsk okupacyjnych w mieście 22 października 1941. Jesienią 1941 we wsi Bogdanówka Rumuni zgromadzili pod gołym niebem 35–40 tys. Żydów z Besarabii i z Odessy. 2–3 tys. z nich zmarło z głodu, chłodu i chorób, pozostałych rozstrzelano w grudniu 1941 i styczniu 1942.
Rumuni aktywnie organizowali na Ukrainie własną sieć gett i obozów pracy, do których deportowano także Żydów z Besarabii (20–25 tys.), Rumunii (34 tys.) i północnej Bukowiny (50–55 tys.).
Zdaniem T.Snydera Rumunia jest odpowiedzialna za śmierć około 300 tysięcy Żydów, w opinii Krugłowa 100 tys. z nich pochodziło z Ukrainy. W lutym 1942 roku Rumunia przerwała masowe mordy ludności żydowskiej, jej polityka wobec Żydów stopniowo podlegała złagodzeniu.

## Rok 1942

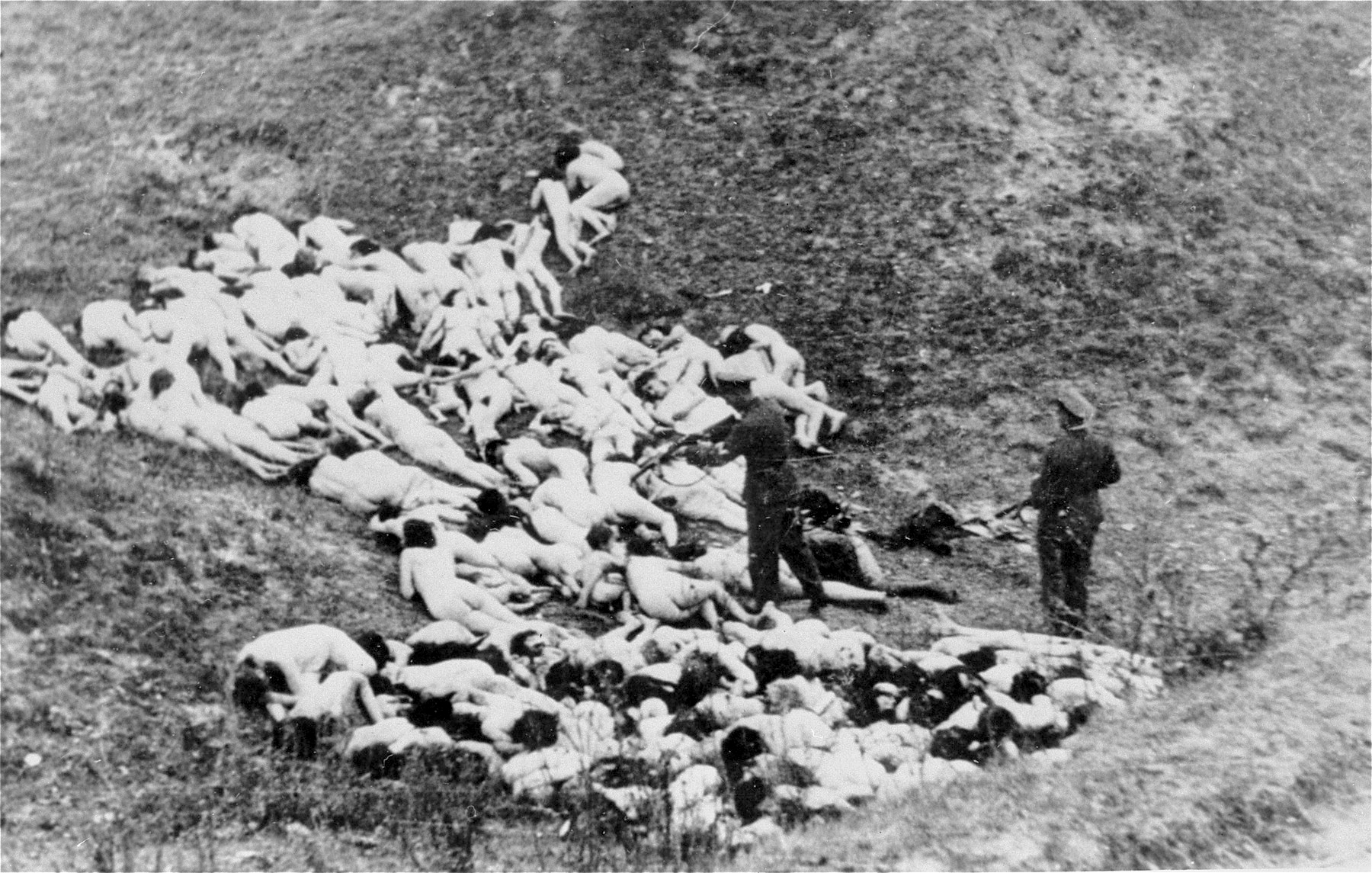
Egzekucja Żydów w okolicach Zdołbunowa

Mrozy panujące zimą 1941/1942 nieco zahamowały egzekucje, choć we wschodniej części Ukrainy trwały one nieprzerwanie. Eksterminowano głównie Żydów na Ukrainie Lewobrzeżnej i na Krymie oraz w obwodach winnickim i kijowskim. W związku z szybką eksterminacją Żydów na wschodniej i środkowej Ukrainie getta na tym terenie były rzadkością i, jeśli powstawały, służyły głównie koncentracji pozostałych przy życiu Żydów przed egzekucją. Gettoizacją objęto natomiast Żydów Galicji Wschodniej, Wołynia i Podola; proces ten zaczął się pod koniec 1941 roku i trwał do lata 1942. Getta miały powstawać w miejscowościach, w których żyło ponad 200 Żydów. Liczba gett na okupowanym terytorium USRR (w granicach z 1941 r.) wyniosła 442; największym było getto we Lwowie.
Żydzi w gettach podlegali obowiązkowi niewolniczej pracy, która była obliczona na ich fizyczne wyniszczenie. Oddalenie się poza getto było karane śmiercią przez niemieckich i ukraińskich policjantów.
W grudniu 1941 roku Hitler zredefiniował cel prowadzonej wojny określając ją „wojną z Żydami”. Oznaczało to wydanie wyroku śmierci na europejskich Żydów.

Gdy szala wojny przechyliła się na korzyść Stalina, Hitler przeformułował jej cel. Pierwotny plan polegał na zniszczeniu Związku Radzieckiego, a następnie eliminacji Żydów. Teraz, gdy destrukcję ZSRR odłożono na czas nieokreślony, polityką czasu wojny stała się kompletna eksterminacja Żydów.

Pod koniec wiosny 1942 roku masowe egzekucje, głównie w Komisariacie Rzeszy Ukraina, przybrały na sile. 21 czerwca 1942 Himmler nakazał likwidację gett i przeniesienie Żydów-rzemieślników (bez ich rodzin) do obozów pracy. Likwidacja gett odbywała się przy współudziale ukraińskiej policji pomocniczej. Ukraińska policja otaczała getta i eskortowała przyszłe ofiary do miejsc straceń, zazwyczaj wykopanych dołów kilka kilometrów od danej miejscowości. Tam ofiary po rozebraniu do naga były rozstrzeliwane przez esesmanów. Obowiązkiem ukraińskich policjantów było zabijanie zbiegów i ukrywających się oraz dobijanie rannych. Egzekucje trwające od kilku godzin do kilku dni odbywały się jawnie, bez ukrywania ich przed ludnością miejscową, w tym także przed przyszłymi ofiarami.
13 lipca 1942 5 tys. rówieńskich Żydów rozstrzelano w kamieniołomie koło Kostopola. 12 tys. Żydów Łucka zabito 21 sierpnia 1942 w dwóch miejscach – kobiety i dzieci w lesie koło wsi Góra Połonka, zaś mężczyzn na dziedzińcu zamku w Łucku. W dniach 3–5 czerwca 1942 mieszkańców getta dla Żydów „bezużytecznych” w Kowlu (6-8 tysięcy ludzi) rozstrzelano na polanie koło wsi Bachowo (7 km na północ od Kowla). Egzekucji dokonywało SD, niemiecka żandarmeria oraz ukraińscy policjanci. 19 sierpnia 1942 na żydowskim cmentarzu ci sami sprawcy rozstrzelali Żydów z getta na Nowym Mieście w Kowlu (5 tysięcy osób) oraz 150 Romów. Następnie oba getta były przeczesywane przez żandarmerię i policję w poszukiwaniu ukrywających się; schwytanych więziono w budynku Wielkiej Synagogi a później rozstrzeliwano na cmentarzu katolickim (około 2 tysięcy ofiar).
Do końca 1942 roku „kwestia żydowska” w RKU została „rozwiązana”. 29 grudnia 1942 roku Himmler zameldował Hitlerowi zabicie 363 211 Żydów w ramach „antypartyzanckich” akcji w „południowej Rosji” pomiędzy 1 września a 1 grudnia 1942. Zdaniem A. Krugłowa około 300 tys. z tej liczby dotyczyło terenów obecnej Ukrainy.
W całym 1942 roku na Ukrainie zginęło 778 tysięcy Żydów.

## Zagłada Żydów w dystrykcie Galicja

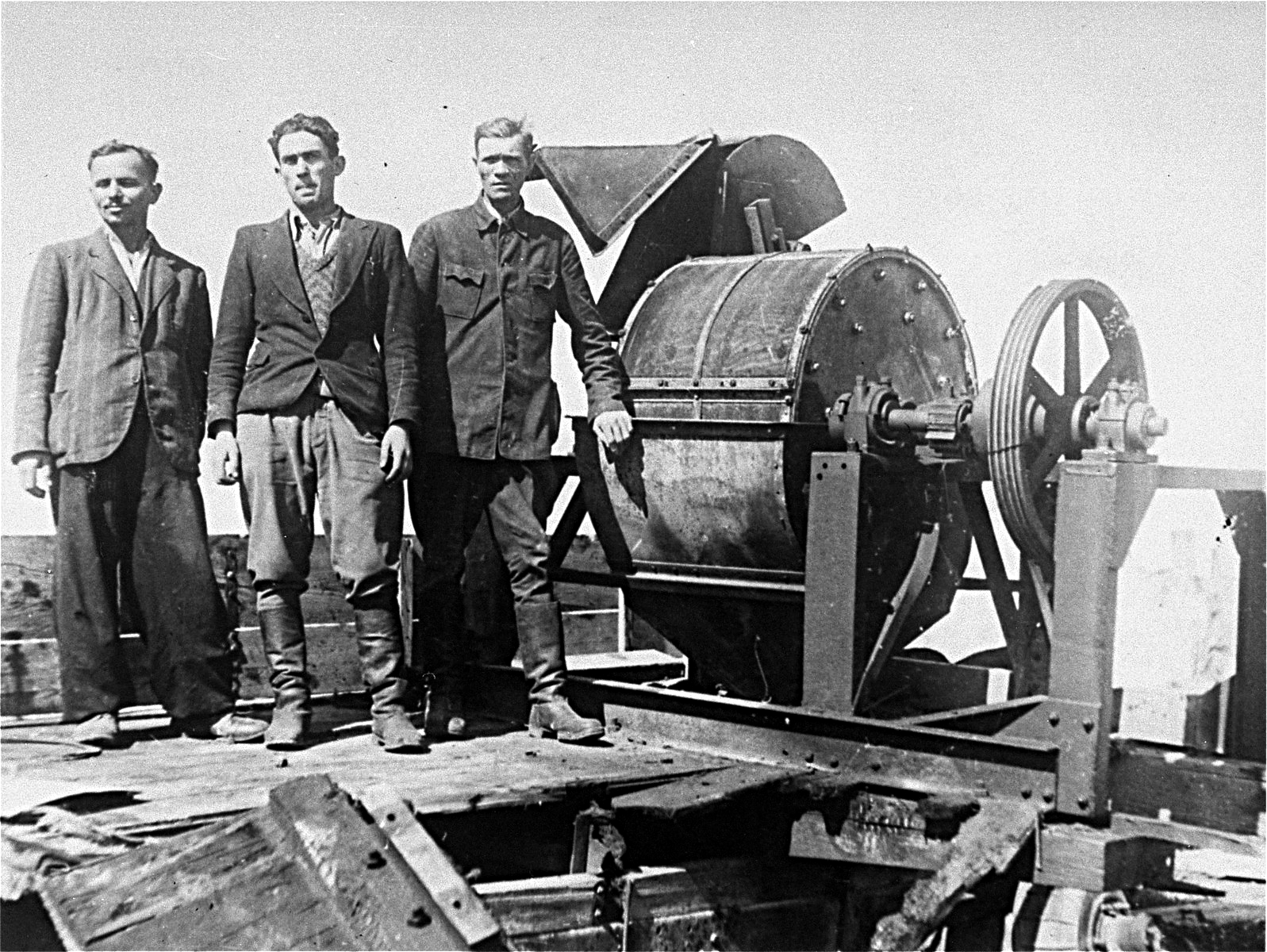
Członkowie tzw. Sonderkommando 1005 w Obozie Janowskim przy maszynie do mielenia kości zmarłych ludzi

Odmiennie od okupowanych ziem USRR, w dystrykcie galicyjskim Żydzi w znacznej części zostali zabici w obozach zagłady. Transporty kolejowe zaczęły wyruszać do miejsc kaźni od marca 1942 roku. Początkowo wybierano do zabicia osoby nieprzydatne do pracy. Oprócz wywózek, okupant niemiecki stosował także masowe egzekucje na miejscu.
Zagłada Żydów galicyjskich przybrała na sile podczas operacji Reinhard (lipiec-listopad 1942). W ocenie Dietera Pohla w tym czasie do obozu zagłady w Bełżcu co dwa dni trafiał transport 5–6 tys. ofiar. Okupant niemiecki stopniowo opróżniał galicyjskie getta. Między 10 a 25 sierpnia do Bełżca trafiło 50–60 tys. lwowskich Żydów. Jednocześnie Niemcy dokonywali masowych rozstrzelań: 8 sierpnia w Drohobyczu, 3 sierpnia w Dolinie (2 tys. ofiar), 15–17 września w Kałuszu (ponad 2,5 tys. ofiar). Podobną liczbę Żydów z okolic Kamionki Strumiłowej zabito w lesie w pobliżu Zabuża. Od marca do grudnia 1942, kiedy Niemcy zamknęli obóz w Bełżcu, w dystrykcie galicyjskim zabito około 300 tys. Żydów, z czego 250 tys. w komorach gazowych.
14 listopada 1942 rozporządzeniem Wyższego Dowódcy SS i Policji w Generalnym Gubernatorstwie Krügera Niemcy utworzyli 35 gett wtórnych dla Żydów. W nich oraz w obozach pracy przebywało wówczas 161–170 tys. osób. Większość z tych osób Niemcy rozstrzelali w masowych egzekucjach na miejscu w okresie od kwietnia do czerwca 1943, jedynie 10 tys. wywieziono do obozów zagłady. Prawie miesiąc (1–28 czerwca 1943) trwała likwidacja getta we Lwowie, podczas której Żydzi stawili zbrojny opór. Po likwidacji gett w 21 obozach pracy pozostało przy życiu ponad 21 tys. Żydów, których sukcesywnie wymordowano do końca roku. Symbolem męczeństwa Żydów we Lwowie i w Galicji stał się obóz pracy na ulicy Janowskiej, gdzie zabito ok. 15 tys. osób. Podobnie jak w przypadku RKU, Ukraińska Policja Pomocnicza pilnowała gett oraz pomagała SS przy ich likwidacji i bezpośrednio odpowiada za śmierć tysięcy Żydów.
Szacunki ofiar Holocaustu w Galicji Wschodniej wahają się od co najmniej 495 tys. do 640–700 tys. (szacunki okupanta). Zdaniem T. Sankühlera było to około 525 tys. ofiar, z czego:
- 250 tys. (48%) zginęło w obozach zagłady
- 215 tys. (41%) rozstrzelano lub zabito w pogromach
- 40 tys. (8%) zmarło w obozach pracy
- 20 tys. (4%) zmarło z głodu i chorób w gettach

## Epilog
Holocaust na Ukrainie zakończył się wraz z wyparciem sił Osi przez Armię Czerwoną w 1944 roku. Z około 2,5 miliona Żydów żyjących na tym obszarze przed wojną, w gettach, obozach pracy i w ukryciu przeżyło około 100 tys. osób, głównie w strefie okupacji rumuńskiej. Na Wołyniu przeżyło zaledwie około 5 tys. Żydów, w Galicji Wschodniej 20–26 tys. Część Żydów ukrywanych przez Polaków na tych terenach padła ofiarą Ukraińskiej Powstańczej Armii podczas rzezi wołyńskiej i czystki etnicznej w Małopolsce Wschodniej.
Ponad 900 tys. ukraińskich Żydów zdołało uniknąć zagłady ewakuując się w głąb ZSRR przed nadejściem Wehrmachtu.

## Sprawcy
- Einsatzgruppe C – działała przy Grupie Armii „Południe”
- Einsatzgruppe D – działała przy 11 Armii gen. Schoberta, działającej w ramach rumuńskiej Grupy Armii „Antonescu”
- 1 Brygada Piechoty SS
- Pułk Policyjny Południe (bataliony 45, 303 oraz 314)
- Bataliony Policyjne (szczególnie 304 i 320)
- SiPo-SD
- Schutzmannschaft
- Ukraińska Policja Pomocnicza
- Wehrmacht
- Rumuńska armia, żandarmeria (legiony „Orhei”, „Lapusna” i „Balti”) oraz policja[51]

## Nieżydowskie ofiary zbrodni niemieckich na Ukrainie
Zobacz też: Ofiary II wojny światowej
W ramach Generalnego Planu Wschodniego zamordowanych zostało także około 3 mln nieżydowskich Ukraińców oraz przedstawicieli innych grup etnicznych. Oryginalny plan zakładał eksterminację 65% z liczącej 23,2 miliona populacji Ukraińców oraz zniewolenie pozostałych. Ponad 2 miliony Ukraińców zostało deportowanych do III Rzeszy jako pracownicy przymusowi.